# Ceresa viridilineata
Ceresa viridilineata är en insektsart som beskrevs av William D. Funkhouser. Ceresa viridilineata ingår i släktet Ceresa och familjen hornstritar. Inga underarter finns listade i Catalogue of Life.